# Марсело Вега
Марсело Вега (ісп. Marcelo Vega, нар. 12 серпня 1971) — чилійський футболіст, що грав на позиції півзахисника.
Виступав, зокрема, за «Уніон Еспаньйола» та «Коло-Коло», а також національну збірну Чилі, з якою став бронзовим призером Кубка Америки.

## Клубна кар'єра
У дорослому футболі дебютував 1988 року виступами за команду клубу «Рехіональ Атакама», в якій провів два сезони, взявши участь у 68 матчах чемпіонату.
Згодом 1991 року перейшов в клуб «Уніон Еспаньйола», з яким досяг свого першого успіху — виграв Кубок Чилі. У 1992 році Вега перебрався в іспанський «Логроньєс», але зігравши всього три матчі у Ла Лізі повернувся на батьківщину в «Коло-Коло». У складі нової команди він вдруге завоював Кубок і виграв чилійську Прімеру. Відіграв за команду із Сантьяго наступні три сезони своєї ігрової кар'єри. Більшість часу, проведеного у складі «Коло-Коло», був основним гравцем команди.
У 1996 році Вега покинув «Коло-Коло» і два сезони виступав за «Рехіональ Атакама» і «Сантьяго Вондерерз». У 1998 році він переїхав до США, де уклав угоду з «Нью-Йорк Метростарс». По закінченні сезону Марсело перейшов в «Сан-Хосе Ерзквейкс», але так і не зміг дебютувати за команду.
У 2000 році він недовго виступав в Аргентині за «Расинг» з Авельянеди. Через рік Вега повернувся в «Уніон Еспаньйолу», після чого у 2003 році виступав за перуанський «Сьенсіано»
Завершив професійну ігрову кар'єру у клубі «Універсідад де Чилі», за який виступав протягом другої половини 2003 року.

## Виступи за збірну
1991 року дебютував в офіційних матчах у складі національної збірної Чилі. 30 травня того ж року в товариському матчі проти збірної Уругваю Вега забив свій перший гол за національну команду, а через місяць поїхав на домашній Кубок Америки 1991 року, на якому команда здобула бронзові нагороди.
Згодом поїхав і на наступний розіграш Кубка Америки 1993 року в Еквадорі, а потім і на чемпіонат світу 1998 року у Франції. На «мундіалі» він був резервним гравцем і зіграв лише у 1/8 фіналу проти Бразилії (1:4). Після закінчення турніру завершив виступи у збірній.
Всього протягом кар'єри у національній команді, яка тривала 8 років, провів у формі головної команди країни 30 матчів, забивши 1 гол.

## Досягнення
- Чемпіон Чилі (1): 1993
- Володар Кубка Чилі (2): 1992, 1994
- Бронзовий призер Кубка Америки: 1991